# Керкау
Керкау (нем. Kerkau) — община в Германии, в земле Саксония-Анхальт. 
Входит в состав района Зальцведель. Подчиняется управлению Зальцведель-Ланд.  Население составляет 225 человек (на 31 декабря 2006 года). Занимает площадь 11,09 км².
С 1 января 2010 года Керкау входит в состав города Арендзе.